# Sonate pour violoncelle et piano no 3 de Beethoven
Pour les articles homonymes, voir Sonate pour violoncelle et piano.

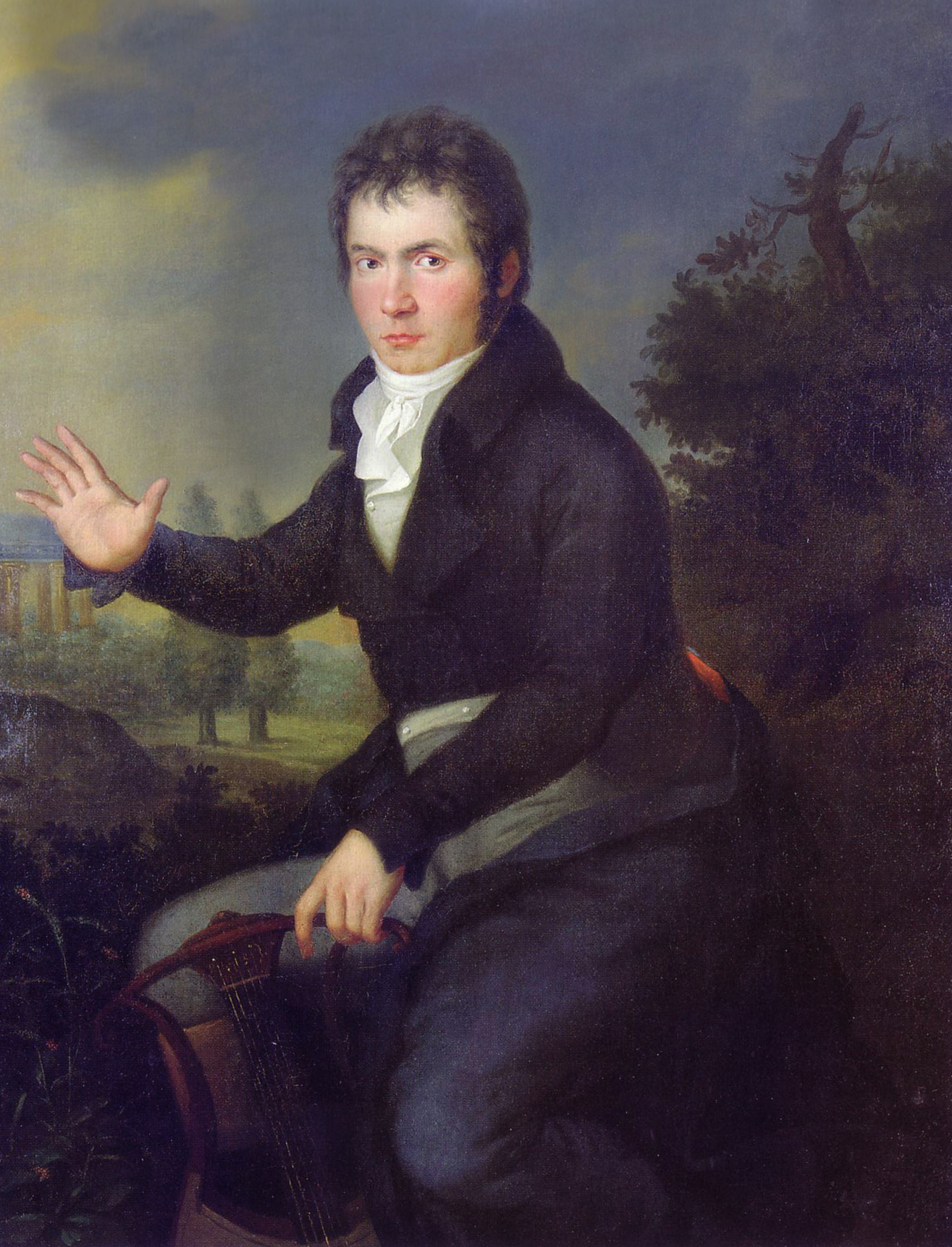
Portrait de Beethoven par Joseph Willibrord Mähler

La Sonate pour violoncelle et piano en la majeur, op. 69, de Ludwig van Beethoven, est la troisième des cinq sonates pour violoncelle et piano. Elle fut composée entre 1807 (soit près de 11 ans après les deux premières sonates et huit ans avant les deux dernières) et 1808 puis publiée en 1809 avec une dédicace au baron Gleichenstein.
Composée dans la période exceptionnelle qui vit la naissance de l'ouverture de Coriolan, de la Cinquième symphonie et de la Symphonie pastorale, cette sonate lumineuse est un sommet de la musique de chambre de Beethoven, alors en pleine possession de ses moyens. Le premier mouvement, écrit en forme sonate, est le plus ample et le plus caractéristique. Le mouvement lent est très bref.
Elle comporte quatre mouvements et son exécution nécessite un peu moins d'une demi-heure :
1. Allegro ma non tanto
2. Scherzo. Allegro molto
3. Adagio cantabile
4. Allegro vivace